# Radioåret 1929

## Händelser

### April
- 28 april - Då Tyskland slår Italien med 2-1 i en landskamp i fotboll i Turin i Italien är det första gången någon av Tysklands landskamper i fotboll direktsänds i tysk radio.

### Maj
- 29 maj – Bygget av "Haus des Rundfunks" i Berliner Masurenallee i Tyskland börjar. [1]

### Juli
- 1 juli  - I Sverige inrättas Radioteatern i Sveriges Radio.

### September
- 16 september – Morgongymnastik i Sveriges Radio, under ledning av kapten Bertil Uggla, startar [2].

### Oktober
- 1 oktober - Det finns i Sverige 416.865 radiolicenser, en fördubbling på tre år. Licensen kostar 10 kronor per år, varav Radiotjänst får 3:30.
- 17 oktober - August Strindbergs pjäs Himmelrikets nycklar eller Sankte Per vandrar på Jorden har Sverigepremiär i SR [3].

### December
- December - Boken Radiotjänst : En bok om programmet och lyssnarna sammanfattar de fem första årens verksamhet och innehåller en detaljerad programalmanack från 1 januari 1925 till 30 november 1929.

## Radioprogram

### Sveriges Radio
- 29 januari - Nya försök med skolradio inleds och pågår till 8 maj. 231 skolor deltar. Folkskolorna på landet är överlag nöjda, läroverken i städerna mer kritiska.

## Födda
- 12 januari - Olle Pahlin, medverkade i Mosebacke Monarki och På minuten.
- 29 maj - Bengan Wittström, programledare för Bättre sänt än aldrig och Platt-etyder.

### Fotnoter
1. ↑  berlin.de: Lexikon: Charlottenburg-Wilmersdorf von A bis Z (läst 30 november 2009)
2. ↑  20:e århundrades När Var Hur - 1929, Bernt Himmelstedt, Forum, 1999
3. ↑  ”Dramawebben”. Arkiverad från originalet den 22 februari 2012. https://web.archive.org/web/20120222152810/http://www.dramawebben.se/pjas/himmelrikets-nycklar-eller-sankte-vandrar-pa-jorden. Läst 24 mars 2011.